# Тото Кутуньо
То̀то Куту̀ньо (на италиански: Toto Cutugno), роден като Салвато̀ре Куту̀ньо (Salvatore Cutugno) (Фоздиново, 7 юли 1943 г. – Милано, 22 август 2023 г.), е италиански певец, автор на песни, композитор и музикант.
Той е един от най-успешните италиански певци с над 100 милиона продадени албума в цял свят. Освен в Италия е особено известен и в чужбина.
Музикалната му кариера започва през 1970 г., когато работи като композитор, включително и за Адриано Челентано, Далида, Мирей Матийо, Джони Холидей и Жо Дасен. За кратко време е член на група „Албатрос“, с която участва два пъти на Фестивала на италианската песен в Санремо през 1976 и 1977 г.
През 1978 г. започва успешна солова кариера. През 80-те години е редовен участник на музикалния фестивал и още с първото си самостоятелно участие печели 40-ото му издание през 1980 г. с песента Solo noi („Само ние“). Второто му участие е през 1983 г. с L'italiano („Италианецът“), която макар да се класира едва на пето място, става най-успешната му песен и му носи световна слава. През следващите години успява да се класира шесткратно на второ място, а с последното си участие през 2010 г. се нарежда сред изпълнителите, участвали най-много на фестивала. Към 2023 г. общо петима държат рекорда за 15 на брой участия: Тото Кутуньо, Милва, Ал Бано, Пепино ди Капри и Анна Окса.
Успешно е и участието му на 35-ото издание на Песенния конкурс „Евровизия“, провело се в Загреб (по това време все още в бивша Югославия) през 1990 г., на което се явява с песента Insieme: 1992 („Заедно: 1992“) и носи втора победа за Италия на конкурса след тази на Джилиола Чинкуети от 1964 г. с песента Non ho l'età („Малка съм“). Двамата са водещи на следващото издание, което се провежда в Рим.
Едва навършил 80 години само месец преди това, Тото Кутуньо умира на 22 август 2023 г. в болница „Сан Рафаеле“ в Милано от рак на простатата. Погребението му се състои на 24 август в базиликата „Св. св. Нерей и Ахилей“ в Милано.

## Дискография

### Студийни албуми

#### С група „Албатрос“
- 1976 – Volo AZ 504
- 1978 – Santamaria de Portugal (издаден в Нидерландия)

#### Като самостоятелен певец
- 1979 – Voglio l'anima
- 1981 – Innamorata, innamorato, innamorati
- 1982 – La mia musica
- 1983 – L'italiano
- 1985 – Per amore o per gioco
- 1986 – Azzurra malinconia
- 1987 – Mediterraneo
- 1990 – Toto Cutugno
- 1991 – Non è facile essere uomini
- 1995 – Voglio andare a vivere in campagna
- 1997 – Canzoni nascoste
- 2002 – Il treno va…
- 2005 – Come noi nessuno al mondo
- 2006 – Cantando
- 2008 – Un falco chiuso in gabbia
- 2013 – L'italiano – la nuova versione

## Участия на музикални мероприятия

### Фестивал на италианската песен в Санремо
- Първо място
- Второ място
- Трето място

#### Заедно с група „Албатрос“
| Издание (година) | Песен                          | Автори                                                                               | Място                                        |
| ---------------- | ------------------------------ | ------------------------------------------------------------------------------------ | -------------------------------------------- |
| 1976             | Volo AZ 504 („Полет AZ 504“)   | Текст: Вито Палавичини Музика и аранжимент: Тото Кутуньо                             | 3-то (наравно със Сандро Джакобе) от общо 18 |
| 1977             | Gran premio („Голяма награда“) | Текст: Мишел Васьор, Вито Палавичини Музика: Тото Кутуньо Аранжимент: Виторио Бакета | Финалисти                                    |

#### Като самостоятелен изпълнител
Извън надпреварата участва като гост на три издания:
- 2004 – изп. Salirò;
- 2011 – изп L'italiano;
- 2013 – изп. Nel blu dipinto di blu.

| Издание (година) | Песен                                                                            | Автори | Категория    | Място                                                                                  |
| ---------------- | -------------------------------------------------------------------------------- | --- | ------------ | -------------------------------------------------------------------------------------- |
| 1980             | Solo noi („Само ние“)                                                            | Текст: Тото Кутуньо, Кристиано Минелоно Музика: Тото Кутуньо Аранжимент: Антъни Ръдърфорд Мимс                                 |              | 1-во от общо 3 (общо 4 с всички 17 финалисти, които са класирани на общото 4-то място) |
| 1983             | L'italiano („Италианецът“)                                                       | Текст: Кристиано Минелоно Музика: Тото Кутуньо Аранжимент: Пинучо Пирацоли                                                     |              | 5-о от общо 26                                                                         |
| 1984             | Serenata („Серенада“)                                                            | Текст и музика: Вито Палавичини Музика: Тото Кутуньо                                                                           | „Шампиони“   | 2-ро от общо 20                                                                        |
| 1986             | Azzurra malinconia („Синя тъга“)                                                 | Текст и музика: Тото Кутуньо Аранжимент: Пинучо Пирацоли                                                                       | „Шампиони“   | 4-то от общо 22                                                                        |
| 1987             | Figli („Деца“)                                                                   | Текст и музика: Тото Кутуньо Аранжимент: Пинучо Пирацоли                                                                       | „Шампиони“   | 2-ро от общо 24                                                                        |
| 1988             | Emozioni („Емоции“)                                                              | Текст и музика: Тото Кутуньо Аранжимент: Пинучо Пирацоли                                                                       | „Шампиони“   | 2-ро от общо 26                                                                        |
| 1989             | Le mamme („Майките“)                                                             | Текст и музика: Тото Кутуньо, Стефано Борджа Аранжимент: Джани Мадонини                                                        | „Шампиони“   | 2-ро от общо 24                                                                        |
| 1990             | Gli amori („Любовите“)                                                           | Текст: Тото Кутуньо, Салваторе Де Паскуале (Депса), Фабрицио Берлинчони Музика: Тото Кутуньо, Депса Аранжимент: Джани Мадонини | „Шампиони“   | 2-ро от общо 20                                                                        |
| 1995             | Voglio andare a vivere in campagna („Искам да отида да живея на село“)           | Текст и музика: Тото Кутуньо Аранжимент: Марко Канепа                                                                          | „Шампиони“   | 17-о от общо 20                                                                        |
| 1997             | Faccia pulita („Чисто лице“)                                                     | Текст и музика: Тото Кутуньо                                                                                                   | „Шампиони“   | 17-о от общо 20                                                                        |
| 2005             | Come noi nessuno al mondo („Никой като нас на света“) (в дует с Аннализа Минети) | Текст и музика: Тото Кутуньо                                                                                                   | „Класически“ | 2-ро от общо 5 (от общо 6, на което място се класират 10 изпълнители)                  |
| 2008             | Un falco chiuso in gabbia („Сокол, затворен в клетка“)                           | Текст: Тото Кутуньо, Давиде Де Маринис Музика: Тото Кутуньо                                                                    | „Шампиони“   | 4-то от общо 19 (20 с елиминираната поради плагиатство Лоредана Берте)                 |
| 2010             | Aeroplani („Самолети“)                                                           | Текст: Тото Кутуньо, Клаудио Романо, Серджо Йодиче Музика: Тото Кутуньо, Клаудио Романо                                        | „Артисти“    | Нефиналист                                                                             |

### Участия в концерти
- „Легенди на Ретро FM“ – изп. Serenata, Solo noi, Soli, Donna, donna mia, L'été indien, L'italiano;
- 20 години радиостанция „Авторадио 20 лет! Лучшее“ – изп. L'italiano
- Новата вълна 2013 – изп. L'italiano;
- Юбилеен концерт на Александър Буйнов – изп. Sole (дует с Александър Буйнов).

### Участия в телевизионни и празнични музикални програми
- „X Factor (Украйна)“ – изп. L'italiano, Solo noi, Serenata;
- „Точь-в-точь“ (в епизода от 13 април 2014 г.) – изп. Sole.